# 清田次郎
清田 次郎（きよた じろう）こと辛 炳圭（シン・ピョンギュ、1940年6月5日 - 2025年4月21日）は、在日韓国・朝鮮人のヤクザ。指定暴力団・六代目稲川会総裁。

## 来歴
川崎で総勢80名を超える愚連隊を統率していた若年期、山川一家を結成したばかりの山川修身と出会い、自身が率いる愚連隊ごと山川一家に加入する。
稲川会の直参となって以降、運営委員長、理事長補佐、会長補佐といった執行部の重職を歴任した。
- 1992年（平成4年）、三代目稲川会の発足に伴い山川一家の二代目総長に就任。
- 2006年（平成18年）、角田吉男を首領とする四代目体制下では理事長に就任。
- 2008年（平成20年）、山川一家の跡目を若頭だった内堀和也に禅譲。
- 2010年（平成22年）、角田の死去に伴い、稲川会の五代目会長に就任。
- 2019年（平成31年）、稲川会の跡目を理事長だった内堀和也に禅譲し、自身は六代目総裁に就任した[6]。

2025年4月21日に川崎市内の病院で病死。84歳没。
4月25日に通夜、4月26日に山川一家本部で告別式が、密葬で行われた。5月15日、横浜市内の稲川会館で会葬が行われ、全国から六代目山口組、八代目会津小鉄会、二代目旭琉会、住吉会、東声会、四代目福博会、関東関根組、極東会、松葉会、双愛会、七代目合田一家、六代目共政会、三代目俠道会、二代目親和会、五代目浅野組、五代目工藤會、太州会、三代目熊本會、道仁会など、24団体が弔問に訪れた。

## 法規命令
2013年1月23日、米財務省は、Kiyota, JiroことSin, Byon-Gyuを国外の著しい犯罪組織とその支持者であるとして、国際緊急経済権限法・大統領令13581号に基づき、米国司法権の及ぶ範囲の資産凍結、米国民との取引を禁止する制裁対象とした。